# كورنليو زليا كودريانو
كورنليو زليا كودريانو (ولد كورنليو كودريانو وفقًا لشهادة ميلاده في 13 سبتمبر 1899 - 30 نوفمبر 1938) كان سياسيًا رومانيًا من اليمين المتطرف، وهو المؤسس والقائد الكاريزمي للحرس الحديدي أو فيلق الملاك القائد ميخائيل (المعروف أيضًا باسم الحركة الفيلقية)، وهو منظمة قومية متطرفة ومعادية للسامية عنيفة نشطت طوال معظم الفترة ما بين الحربين العالميتين. ويُنظر إلى الحرس الحديدي عمومًا على أنه من التجليات الرئيسية للفاشية المحلية، وقد اشتهر برسالته الثورية المستوحاة من الروحانيات والرومانية الأرثوذكسية، وقد اكتسب مكانة بارزة على المسرح السياسي الروماني، حيث دخل في صراع مع المؤسسة السياسية والقوى الديمقراطية، وغالبًا ما كان يلجأ إلى الإرهاب. وأشار الفيلقيون تقليديًا إلى كودريانو بلقب كابيتانول («القائد»)، وكان يتمتع بالسلطة المطلقة على المنظمة حتى وفاته.
بدأ كورنليو حياته المهنية في أعقاب الحرب العالمية الأولى كمحرض مناهض للشيوعية ومعاد للسامية مرتبط بإيه سي كوزا وقسطنطين بانكو. وكان كورنليو أحد مؤسسي رابطة الدفاع الوطني المسيحي وقد اغتال قائد الشرطة في مدينة ياش قسطنطين مانشيو. وترك كودريانو كوزا ليؤسس سلسلة من الحركات التي تنتمي إلى اليمين المتطرف، حيث حشد حوله شريحة متزايدة من المثقفين والفلاحين في البلاد، وحرض على أعمال العنف في أجزاء مختلفة من رومانيا الكبرى. حظرت الحكومات الرومانية المتعاقبة فيلقه، لكنه كان يبدل الاسم وجعله يستمر سرًا، وخلال ذلك الوقت فوض كودريانو القيادة رسميًا إلى جورجي كانتاكوزينو غرانيشيرول. وبعد تعليمات كورنليو نفذ الفيلق اغتيالات للسياسيين الذين اعتبروهم فاسدين، بما في ذلك رئيس الوزراء أيون جيه دوكا وشريكه السابق ميهاي ستيليسكو. وفي الوقت نفسه دعا كورنليو زليا كودريانو رومانيا إلى تحالف عسكري وسياسي مع ألمانيا النازية.
خلال اقتراع عام 1937 سجل حزبه أقوى حضور له، حيث احتل المركز الثالث وفاز بنسبة 15.8% من الأصوات. ولكنه حظر من السلطة من قبل الملك كارول الثاني، الذي دعا الفاشيين المتنافسين والمكملين في المركز الرابع من الحزب الوطني المسيحي لتشكيل حكومة قصيرة العمر، خلفتها الديكتاتورية الملكية لجبهة النهضة الوطنية. وانتهى التنافس بين كودريانو وكارول والسياسيين المعتدلين مثل نيكولاي يورغا بسجن كودريانو في جيلافا واغتياله في نهاية المطاف على يد قوات الدرك. وخلفه هوريا سيما كقائد للفيلق. وفي عام 1940 في ظل الدولة الفيلقية الوطنية التي أعلنها الحرس الحديدي، كان قتله بمثابة الأساس للانتقام العنيف.
أثرت آراء كورنليو زليا كودريانو على اليمين المتطرف الحديث. والمجموعات التي تزعم أنه من الرواد تشمل منظمة نووا درابتا ووغيرها من الخلفاء الرومانيين الآخرين للحرس الحديدي ومنظمة الموقف الثالث الدولي والعديد من المنظمات الفاشية الجديدة في إيطاليا وأجزاء أخرى من أوروبا.

## سيرته الشخصية

### النشأة
ولد كورنليو كودريانو في هوتشي لأبوين هما أيون زليا كودريانو وإليزابيث (لقبها قبل الزواج برونر) في 13 سبتمبر عام 1899. وكان والده مدرس لغة ألمانية وهو نفسه «قومي روماني»، وأصبح فيما بعد شخصية سياسية داخل حركة ابنه. وهو من مواليد بوكوفينا في النمسا والمجر، كان أيون معروفًا في الأصل باسم زيلينسكي؛ وكانت زوجته من أصل عرقي ألماني. والمعلومات التي تفيد بأن أيون زليا كودريانو كان في الأصل سلافيًا من أصل أوكراني أو بولنديًا تتناقض مع الشوفينية الرومانية التي اعتنقها لبقية حياته؛ وكان كورنليو الأب مرتبطًا بشخصيات معادية للسامية مثل الأستاذ أيه سي كوزا في جامعة ياش. وقبل محاكمة كورنليو زليا كودريانو عام 1938 مباشرة، كانت أصوله العرقية موضوعًا لحملة دعائية مناهضة للفيلق نظمتها السلطات، والتي وزعت نسخًا مختلفة من سلسلة نسبه التي زعمت أنه من أصل مختلط، كونه من نسل يشمل الأوكرانيين والألمان والرومانيين، بالإضافة أيضًا إلى التشيك والروس، وأن العديد من أسلافه كانوا مجرمين. ويصف المؤرخ إيلاريون زيو هذا بأنه محاولة للإساءة وتشويه السمعة لكودريانو. 
كان كودريانو صغيرًا جدًا بالنسبة لسن التجنيد الإجباري في عام 1916، عندما دخلت رومانيا الحرب العالمية الأولى إلى جانب الحلفاء، حاول كودريانو مع ذلك بذل قصارى جهده للتجنيد والقتال في الحملة اللاحقة. انتهى تعليمه في المدرسة العسكرية في باكاو (حيث كان زميلًا لبيتري باندريا، الناشط اليساري المستقبلي) في نفس العام الذي دخلت فيه رومانيا بشكل مباشر في الحرب. وفي عام 1919 بعد انتقاله إلى ياش، وجد كودريانو الشيوعية عدوًا جديدًا له، بعد أن شهد تأثير التحريض البلشفي في مولدافيا، وخاصة بعد أن فقدت رومانيا حليفها الرئيسي في ثورة أكتوبر، ما أجبرها على توقيع معاهدة بوخارست لعام 1918. وعارض أيضًا الكومنترن (الشيوعية الدولية) الذي كان قد تأسس حديثًا ويعتدي على حدود رومانيا بين الحربين.
في حين انخفض الوجود البلشفي بشكل عام بعد قمع أعمال الشغب التي قام بها الحزب الاشتراكي في بوخارست (ديسمبر 1918)، ظل البلشفيون أو كان يُنظر إلى وجودهم على أنه قوي نسبيًا في ياش وغيرها من المدن والبلدات المولدافية. وفي هذا السياق، اعتقد كودريانو وآخرون أن منطقة بيسارابيا الواقعة في أقصى الشرق، والتي اتحدت مع رومانيا في عام 1918، معرضة بشكل خاص للنفوذ البلشفي. وتعلم كودريانو معاداة السامية من والده، لكنه ربطها بمعاداة الشيوعية، اعتقادًا منه بأن اليهود كانوا الوكلاء الأساسيين للاتحاد السوفيتي، من بين أمور أخرى.
كان بطل كودريانو منذ طفولته حتى نهاية حياته شتيفان الكبير. ونشأت أسطورة واسعة حول محبته للنساء وقوته الجنسية، التي أظهرت عظمته كرجل وحاكم من خلال إنجاب مئات، إن لم يكن الآلاف من الأطفال من نساء من جميع الرتب الاجتماعية، وهو جانب من حياة شتيفان لاحظه المؤرخ الروماني ماريا بوكور «لم يؤخذ ذلك ضده أبدًا، بل بالأحرى استُخدم كدليل على عظمته». وعلى الرغم من إصراره الشديد علنًا على أهمية التمسك بالقيم الأرثوذكسية الشرقية التقليدية، إلا أن كورنليو الكاريزمي، الذي اعتبرته كثير من النساء جذابًا للغاية، غالبًا ما اتبع قدوته شتيفان الكبير فيما يتعلق بهن. وكتبت إحدى التابعات المعجبات: «جاء القائد [كودريانو] من عالم الخير، أمير الأضواء، وفارس من القرون الوسطى، وشهيد وبطل». لطالما أشادت تابعات كودريانو به باعتباره تمثيلًا لشخصية «الفارس الأبيض» الرومانسي والنبيل الذي جاء لإنقاذ رومانيا. 